# آيج (أسطورة)
آيجَّ (بالإنجليزية: Agé أو Age)‏ في الأساطير الأفريقية هو إله أسطوري لشعب الفون في أفريقيا، وهو ابن ماوو ليزا. آيجَّ هو إله رعاية الصيادين، والحيوانات البرية الموجودة بها. وهو ربٌّ عبده الصيادون في أفريقيا يهتم بالأدغال غير الآهلة وبالحيوانات التي تعيش فيها.